# Frans de Momper
Pour les articles homonymes, voir Momper.
Frans de Momper (17 octobre 1603, Anvers - 1660, Anvers) est un peintre et dessinateur flamand.

## Biographie

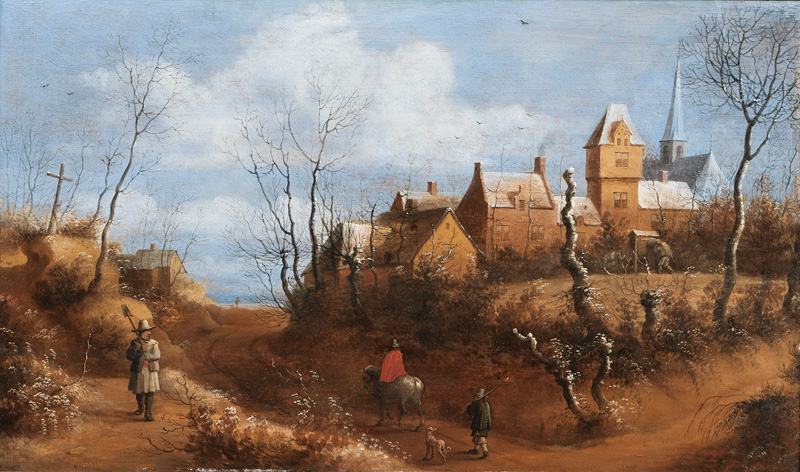

Frans de Momper est né le 17 octobre 1603 à Anvers en Belgique. Il est le neveu de Joos de Momper. En 1629, il est devient membre de la guilde de Saint-Luc d'Anvers. Il quitte Anvers et rejoint les Pays-Bas, en travaillant d'abord à La Haye. En 1647, il travaille à Haarlem et à Amsterdam. Il se marie l'année suivante en 1649. En 1650, Frans retourne à Anvers, où il peint de nombreux paysages monochromes à la manière de Jan van Goyen. Ses peintures préfigurent les paysages imaginatifs de Hercules Seghers. L'impression de grands espaces panoramiques dans le travail de Frans s'inspire du travail pictural de son oncle Joos de Momper. Frans exécute un certain nombre de variations sur le thème de paysage fluvial avec des bateaux. Frans a effectué un certain nombre de variations sur le thème d'un paysage fluvial avec des bateaux et un village. Dans ses peintures, il a combiné l'horizon bas et le ciel rempli de lumière de l'école néerlandaise contemporaine de peinture de paysage, avec la délicatesse des figures, des arbres plumeux et des bâtiments de la tradition italo-flamande dont son oncle Joos était un représentant de premier plan. Le mélange de style dans ces peintures s'appuie sur le succès de Paul Bril et Jan Brueghel l'Ancien, actif en Italie à la fin du XVIe siècle et dans le premier quart du XVIIe siècle.